# السفارة السعودية في ألبانيا
سفارة المملكة العربية السعودية في جمهورية ألبانيا، هي بعثة دبلوماسية سعودية تقع في العاصمة الألبانية تيرانا ويترأس البعثة سفير خادم الحرمين الشريفين فيصل بن غازي حفظي.

## وصلات خارجية
- موقع سفارة المملكة العربية السعودية السعودية في جمهورية ألبانيا